# Liste der Bodendenkmäler in Oberschleißheim
Auf dieser Seite sind die Bodendenkmäler in der oberbayerischen Gemeinde Oberschleißheim zusammengestellt. Diese Tabelle ist eine Teilliste der Liste der Bodendenkmäler in Bayern. Grundlage ist die Bayerische Denkmalliste, die auf Basis des Bayerischen Denkmalschutzgesetzes vom 1. Oktober 1973 erstmals erstellt wurde und seither durch das Bayerische Landesamt für Denkmalpflege geführt wird. Die folgenden Angaben ersetzen nicht die rechtsverbindliche Auskunft der Denkmalschutzbehörde.

## Bodendenkmäler in Oberschleißheim
| Lage                            | Objekt | Akten-Nr.     | Bild           |
| ------------------------------- | --- | ------------- | -------------- |
| (Standort)                      | Siedlung vorgeschichtlicher Zeitstellung und des frühen Mittelalters. | D-1-7735-0106 |                |
| (Standort)                      | Verebnete Grabhügel mit Bestattungen der Hallstattzeit. | D-1-7735-0165 |                |
| (Standort)                      | Verebneter Grabhügel vorgeschichtlicher Zeitstellung. | D-1-7735-0168 |                |
| (Standort)                      | Abgegangene Kirche des Mittelalters und der frühen Neuzeit mit frühneuzeitlicher Klause und aufgelassenem Friedhof (St. Margareth bzw. Margarethenklause). | D-1-7735-0175 |                |
| (Standort)                      | Bestattungsplatz mit Kreisgräben vorgeschichtlicher Zeitstellung. | D-1-7735-0179 |                |
| (Standort)                      | Siedlung vor- und frühgeschichtlicher Zeitstellung. | D-1-7735-0181 |                |
| (Standort)                      | Siedlung vor- und frühgeschichtlicher Zeitstellung. | D-1-7735-0182 |                |
| (Standort)                      | Siedlung vor- und frühgeschichtlicher Zeitstellung. | D-1-7735-0183 |                |
| (Standort)                      | Siedlung vor- und frühgeschichtlicher Zeitstellung. | D-1-7735-0184 |                |
| (Standort)                      | Verebnete Grabhügel vorgeschichtlicher Zeitstellung. | D-1-7735-0192 |                |
| (Standort)                      | Untertägige frühneuzeitliche Befunde im Bereich von Schloss Schleißheim und der zugehörigen Gartenanlagen mit Schloss Lustheim und Altem Schloss. | D-1-7735-0296 |                |
| (Standort)                      | Untertägige mittelalterliche und frühneuzeitliche Befunde im Bereich der katholischen Friedhofskapelle St. Jakob in Hochmutting. | D-1-7735-0297 | weitere Bilder |
| (Standort)                      | Untertägige mittelalterliche und frühneuzeitliche Befunde im Bereich der katholischen Nebenkirche St. Martin sowie Hofwüstung des Mittelalters und der frühen Neuzeit (Mallertshofen). | D-1-7735-0300 | weitere Bilder |
| Mittenheim 38 und 37 (Standort) | Untertägige frühneuzeitliche Befunde im Bereich des ehemaligen Franziskanerklosters Klösterl (Kloster Mittenheim Schleißheim) in Mittenheim mit abgegangener Klosterkirche St. Franziskus, ehemaliger Eremitenklause mit abgegangener Kapelle St. Franziskus und Nebengebäuden sowie aufgelassenem Friedhof. | D-1-7735-0301 | weitere Bilder |
| (Standort)                      | Archäologische Befunde im Bereich eines Teilabschnitts des Schleißheimer Kanalsystems (Würmkanal). | D-1-7735-0310 |                |
| (Standort)                      | Archäologische Befunde im Bereich eines Teilabschnitts des Schleißheimer Kanalsystems (Kanal Dachau-Schleißheim). | D-1-7735-0311 |                |
| (Standort)                      | Archäologische Befunde im Bereich eines Teilabschnitts des Schleißheimer Kanalsystems (Schleißheimer Kanal). | D-1-7735-0312 |                |
| (Standort)                      | Schanze und abgegangenes Sommerhaus der frühen Neuzeit (Schänzl im Riedweiher) mitzugehöriger Hofwüstung Weiherhaus. | D-1-7735-0318 |                |